# پادنیا
پادنیا (به لاتین: Padeniya) یک منطقهٔ مسکونی در سری‌لانکا است که در استان شمال مرکزی، سری‌لانکا واقع شده‌است.